# 客迈拉号
客迈拉号（Chimera）是美国宇航局一项环绕和探索外太阳系中活跃、喷发的小冰体—29P/施瓦斯曼-瓦赫曼彗星的概念任务。这一概念是应2019年美国宇航局发现计划任务倡议而开发，将是首次航天器与半人马小行星的交会，也是第一次对外太阳系小天体的轨道探测。“客迈拉号”提案被列为第一级（第1类）建议，但为保持科学平衡的原则性要求，该提案未被选择作进一步的开发。
施瓦斯曼-瓦赫曼1号是半人马小行星群之一，这群近乎原始的天体因受引力扰动，会从柯伊伯带进入木星与海王星之间不稳定的轨道。许多半人马小行星最终迁移至内太阳系成为木星系彗星（JFCs），而施瓦斯曼-瓦赫曼1号彗星则被认为占据了小行星在进行这种转变时，所需穿过的轨道“关口”。从太阳系边缘时的冰质小天体，到经过太阳附近时的活跃彗星，施瓦斯曼-瓦赫曼1号彗星是一颗带有不同进化阶段特征的“客迈拉”综合体。这也提供了一次独特的机会来研究这些天体如何随时间的变化而形成、组合和改变的。在历时2年多的轨道交会中，“客迈拉号”将对施瓦斯曼-瓦赫曼1号彗星逸出的气体彗发进行取样，研究其活动和喷发模式，测绘表面结构和地形、探测其内部，并监测它演变过程中的变化。

## 科学探索

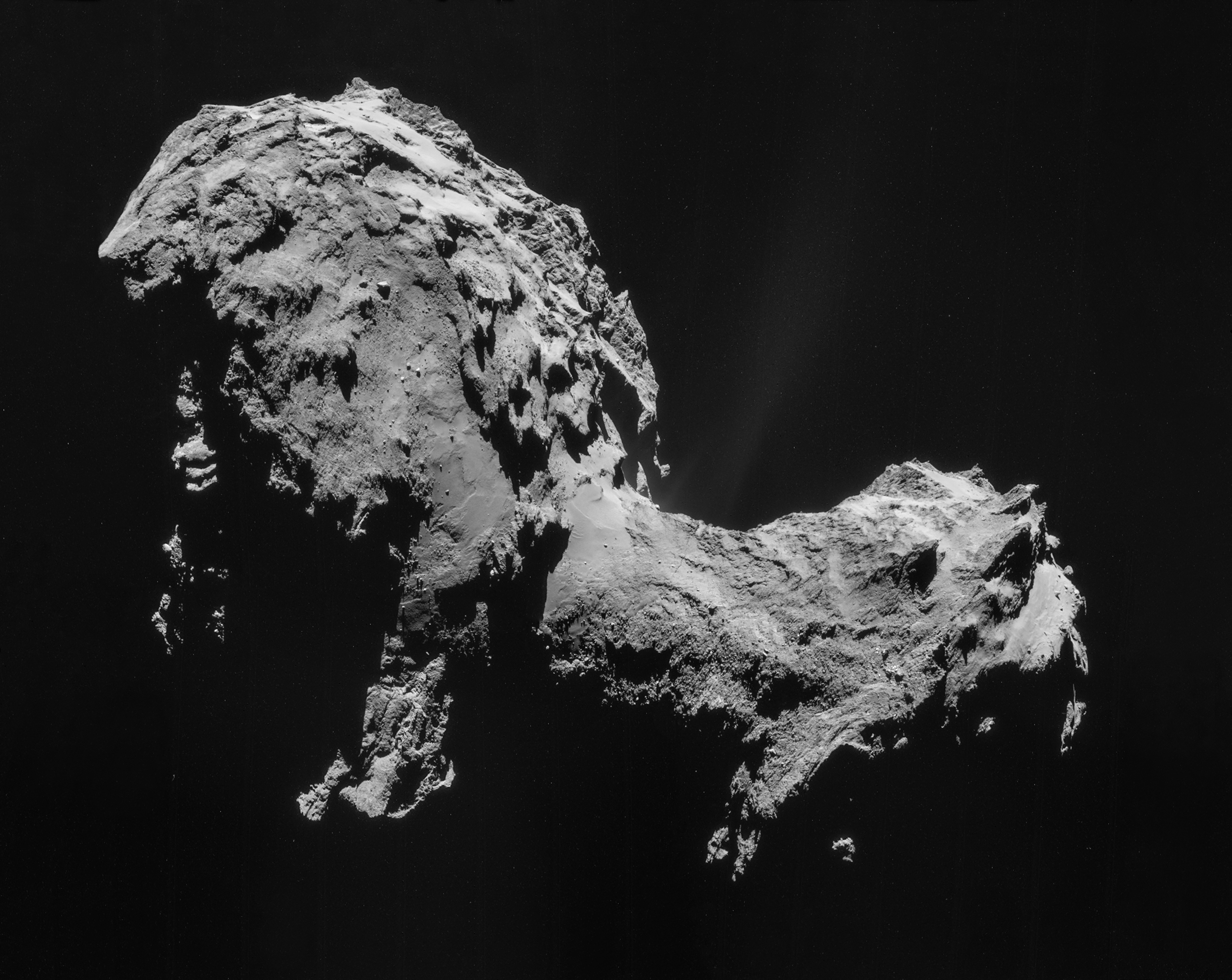
罗塞塔号探测器拍摄的木星系彗星67P/丘留莫夫-格拉西缅科彗星

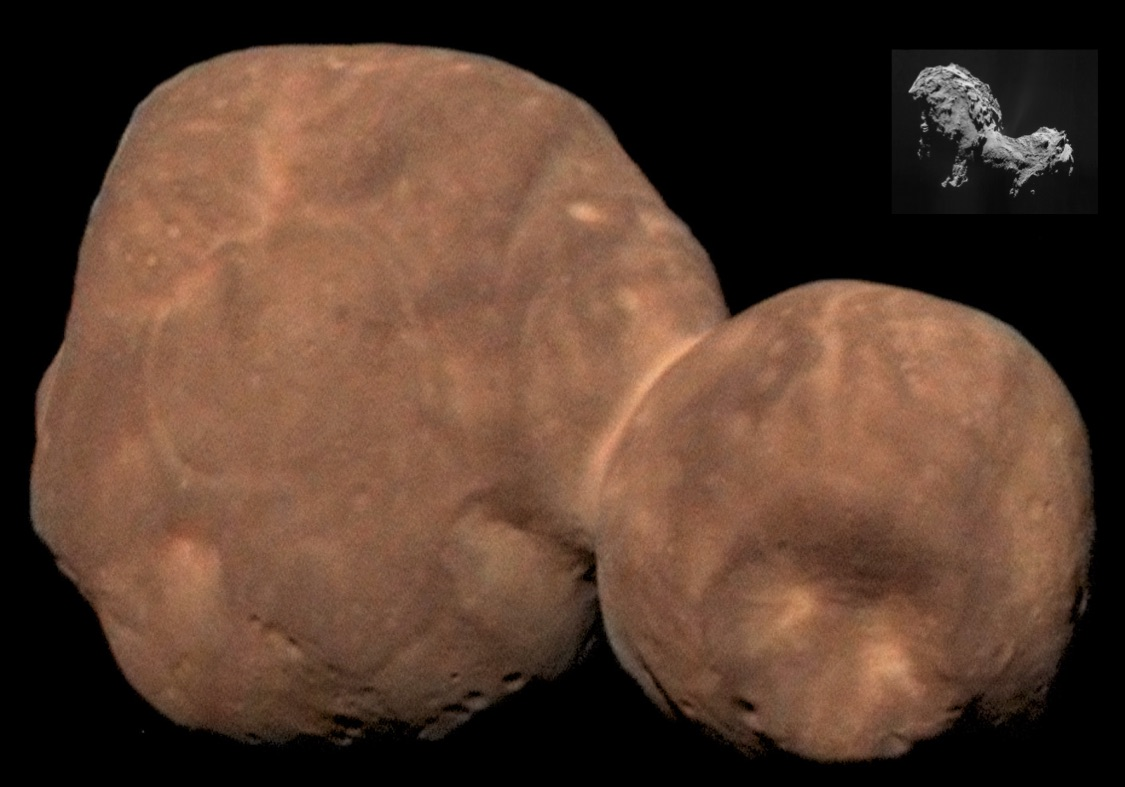
新视野号拍摄的柯伊伯带小天体486958阿罗科思（左）与67P/丘留莫夫-格拉西缅科彗星（以相对尺寸显示在右上角）的比较。彗星活动对丘留莫夫-格拉西缅科彗星的侵蚀作用与表面相对无特征的阿罗科思彗星相比反差非常明显。

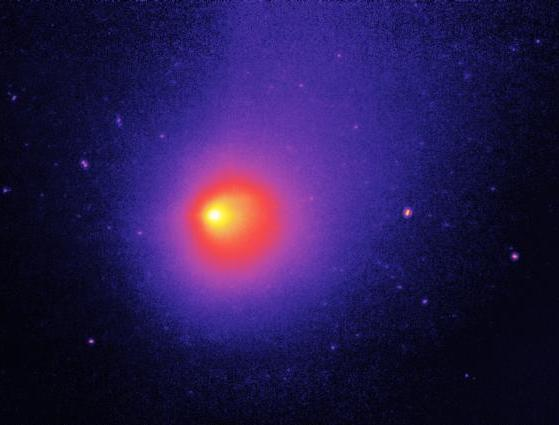
斯皮策望远镜拍摄的29P/施瓦斯曼-瓦赫曼1号彗星图像，显示了它持续存在的尘埃彗发。

冰质小天体是形成我们太阳系的原始回声，其物理性质来自行星形成盘以及与早期巨行星迁移有关的轨道分布。对它们的组成（冰和气体）、形状和内部结构等所有方面的研究，都能让我们深入了解行星的演化过程。现代冰质小天体群包括位于遥远外太阳系稳定轨道上的原始天体（如柯伊伯带和奥尔特星云），以及向内太阳系迁移成为长周期彗星（如 C/1995 O1（海尔-波普彗星））、短周期彗星（如67P/丘留莫夫-格拉西缅科彗星）和半人马小行星群的更进化天体。
半人马小行星群是环海王星轨道内运行的冰质天体中变化最小的，其物理特征介于先前探索过的（如罗塞塔号、新视野号）和计划（如露西号、彗星拦截者任务）要探索的冰质小天体之间，在100-1000万年跨度内，它们的运行轨道并不稳定，要么会弹回到泛海王星来源区；要么向内奔向太阳，成为一颗彗星。半人马小行星群与太阳距离太远，不太可能发生大规模彗星化行为，但它们之间相距很近，会发生一些某种形式的零星活动。这一早期过程为探索冰质小行星从原始起源转变至饱经风化的终态彗星提供了机会。 
自1927年“29P/施瓦斯曼-瓦赫曼1号彗星”在一次爆发中被发现以来，其特征显示它较其他已知彗星更神秘，是一颗有待进一步详细研究的彗星。
- 施瓦斯曼-瓦赫曼1号为外太阳系中最活跃的小天体，也是已知唯一“持续”活跃的半人马小行星；
- 施瓦斯曼-瓦赫曼1号产生过一次世纪性（2-5视星等）大爆发事件，可能排放出了≥109千克的灰尘、气体和水冰[14][12]。现代研究表明它每年的爆发率约为~7次[15]，成为唯一一颗航天器在长期交会期间，有机会对这些高能事件进行“实地”研究的天体；
- 施瓦斯曼-瓦赫曼1号轨道内有一个动态“关口”，未来大部分成为木星系彗星（JFC）的小天体都会穿过这一关口[7]。进一步的模拟显示，在未来4000年内施瓦斯曼-瓦赫曼1号有75%的概率成为一颗木星系彗星。

施瓦斯曼-瓦赫曼1号彗星的物理特性和它的轨道同时将它与处于多种演化状态的冰质小行星联系起来，对它的研究提供了对半人马小行星群独特演化史的了解。
- 施瓦斯曼-瓦赫曼1号彗星的轨道演化与柯伊伯带天体（KBOs）和木星系彗星（JFC）都有关。
- 施瓦斯曼-瓦赫曼1号彗星的活动模式与巨行星区的LPC相似[12][16]。
- 施瓦斯曼-瓦赫曼1号彗星正经历着木星系彗星萌芽期所共有的物理过程。
- 在早期活跃期间，施瓦斯曼-瓦赫曼1号彗星的热量环境类似于木星的特洛伊小行星[17]。

## 可达性和环境

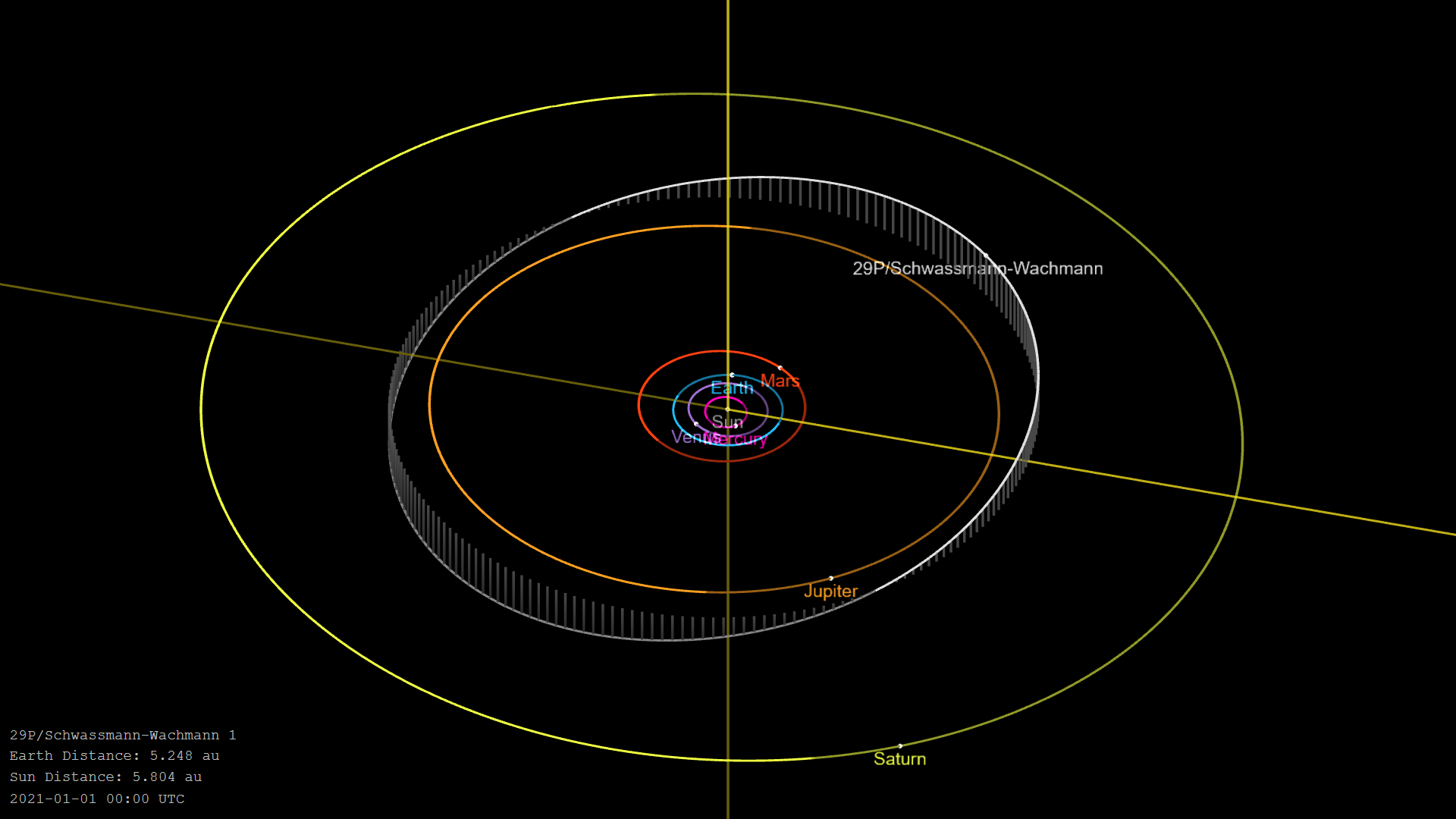
29P/施瓦斯曼-瓦赫曼彗星轨道示意图

在大型半人马小行星中，施瓦斯曼-瓦赫曼1号彗星的轨道半长轴最短（5.986天文单位）、偏心率极低（e=0.044）、而轨道倾角适度（9.39°），这些因素加上它与木星接近，使得它成为发现级任务可用资源范围内，唯一一颗可实现轨道交会的天体。与其他半人马小行星一样，它的周围也分布有环系统和隐藏的碎屑物（如小行星10199卡里克洛和2060喀戎），施瓦斯曼-瓦赫曼1号彗星的彗核被持续活动和大喷发产生的大面积尘埃彗发所遮蔽。这些物体周围存在较大的彗发颗粒，这对于相对高速的交会可能会造成危险，但对于运行在低速轨道上的航天器却是有利的。施瓦斯曼-瓦赫曼1号彗星的直径估计为60.4±7.4公里，它比任何已知的木星系彗星都大，其大小和活跃程度与著名的长周期彗星海尔-波普彗星相当。它的旋转率不太稳定，一些研究获得的周期数据从几天到长达2个月不等。

## 任务设计
客迈拉号的主要发射窗口为2025年和2026年，航天器轨道利用了一种罕见的行星配置结构，这种结构直到2080年代才会重复出现。一系列的重力助推机动用于将客迈拉号定位到施瓦斯曼-瓦赫曼1号彗星，并能以相对较低的速度进入轨道。在巡航阶段，可能会选择飞越数颗行星和小天体，以提高探索回报率。客迈拉号将首次对外太阳系小天体进行轨道探测，也是继卡西尼-惠更斯号和即将进行的蜻蜓号后，第三次在木星以外的轨道航天器任务，这也将是利用太阳能飞行最远的航天器任务。
任务的交会阶段开始于探测器在施瓦斯曼-瓦赫曼1号彗星的希尔球外减速，然后以<10米/秒的相对速度缓慢接近，在此过程中将描绘彗核特征、活动模式、喷发行为和碎屑环境。进入轨道后，客迈拉号开始详细研究表面地形、冰的分布和热量特征、活动和喷发的分布及大小、彗核内部结构以及气体彗发的“实地”成分。在随后的2年中，探测器轨道将逐步降低，以对感兴趣的区域进行更深入的研究，监测其物理演变，获取更精确的内部测量，并对附近地表进行取样。

## 探测仪器
客迈拉号将通过多种测量手段实现对目标的探测，包括
- 表面特征和周围尘埃的可见光波段高分辨率成像；
- 表面、尘埃和彗发成分的近红外光谱分析；
- 彗发元素、分子和等离子体成分的实地质谱分析；
- 重力实验将利用探测器上的多普勒位移频率发射器来测量彗核内部的质量分布；
- 对喷发活动和轨道碎片进行广域监测；
- 热成像表面和彗发中尘埃的温度；
- 合成孔径雷达测量地表下结构和成分。

## 开发团队
“客迈拉号”任务概念是由位于亚利桑那大学的月球与行星实验室、戈达德太空飞行中心和洛克希德马丁公司联合开发。